# Fronte per la Liberazione della Palestina
Il Fronte per la Liberazione della Palestina (FLP, in arabo جبهة التحرير الفلسطينية‎?) è un'organizzazione politica palestinese, attualmente guidato da Abu Nidal al-Ashqar.

## Storia

### Origini
In origine il FLP fu fondato nel 1961 da Ahmed Jibril, il quale lo pose sotto l'ala protettiva della Siria. Nel 1967 il PLF si unì ad altri due gruppi affiliati al Movimento Nazionalista Arabo (MNA), gli Eroi del Ritorno ed i Giovani Vendicatori, per formare il Fronte Popolare per la Liberazione della Palestina (FPLP).
Il FPLP fu guidato dal precedente leader del MNA, George Habash. Tuttavia nell'aprile dell'anno seguente Jibril si separò dal Fronte, formando il Fronte Popolare per la Liberazione della Palestina - Comando Generale (FPLP-CG), che si riposizionò in modo deciso sulle posizioni filo-siriane dell'ex FLP.
Nel 1976, durante la Guerra civile libanese, il FPLP-CG di Jibril ingaggiò una dura battaglia, non solo politica, contro l'Organizzazione per la Liberazione della Palestina (OLP), allineandosi così alle posizioni della Siria. Con il progressivo indebolimento e frazionamento dell'OLP, si arrivò infine alla ricostituzione del FLP, formato da alcuni disertori del FPLP che, il 24 aprile 1977, affidarono la leadership del gruppo a Muhammad Zaydan (Abū ʿAbbās) e Tal'at Ya'qub. Ne seguirono dei veri e propri combattimenti fra il FLP ed il FPLP-CG, culminati nell'agosto seguente con il bombardamento del quartier generale del FLP (circa 200 morti), e solo dopo un intenso lavoro di mediazione da parte di Yasser Arafat si poté arrivare ad una stabilizzazione delle relazioni fra i due fronti.

### Operazioni principali
Il Fronte per la Liberazione della Palestina condusse numerosi attacchi, che compresero anche l'uccisione di civili. Per questo motivo è considerato come un'Organizzazione terroristica dal Canada, dall'Unione europea e dal Dipartimento di Stato degli Stati Uniti.

#### Dirottamento dell'Achille Lauro
Una delle operazioni più famose condotte dal FLP fu il dirottamento della nave italiana da crociera Achille Lauro, avvenuto il 7 ottobre 1985. L'intenzione originaria dei dirottatori era semplicemente quella di entrare illegalmente in Israele, ma vennero sorpresi da alcuni membri dell'equipaggio durante le operazioni di pulizia delle armi. A quel punto il gruppo prese il controllo della nave, uccidendo e gettando in mare un passeggero in sedia a rotelle, l'ebreo di passaporto americano Leon Klinghoffer. Ciò portò all'intervento degli Stati Uniti, che tramite l'intervento di alcuni aerei da caccia costrinsero l'aereo egiziano su cui al termine del dirottamento stava fuggendo Abū ʿAbbās, ad atterrare nella base americana di Sigonella, in Sicilia. Al termine di una dura crisi militare e diplomatica fra Stati Uniti ed Italia, ʿAbbās riuscì a fuggire, venendo in contumacia condannato a cinque ergastoli dalla giustizia italiana.

#### Raid di Nizanim
Nel maggio 1990 il FLP scatenò un attacco sulla spiaggia israeliana di Nizanim, vicino a Tel Aviv, spinto dall'Iraq a far fallire le manovre per una soluzione negoziata fra l'OLP ed Israele. Il piano prevedeva l'uccisione dei turisti e dei civili israeliani, ma gli attaccanti furono intercettati dalle forze di sicurezza. Tuttavia l'azione ebbe un importante significato poiché, di fronte alla debole ed inefficace condanna da parte di Arafat circa l'accaduto, gli Stati Uniti rinunciarono a proseguire il dialogo con la controparte palestinese iniziato nel 1988. 

Nonostante l'ufficiale silenzio mantenuto da Arafat su tutta la vicenda, il FLP subì pesanti critiche all'interno dell'OLP, ed Abū ʿAbbās fu costretto a dimettersi dall'incarico di membro del comitato esecutivo dell'Organizzazione.

### Anni recenti
Fino a tempi recenti la dirigenza del FLP era attiva all'interno dell'Organizzazione per la Liberazione della Palestina, con Abū ʿAbbās che rivestiva il ruolo di rappresentante del Fronte all'interno del comitato esecutivo dell'OLP. Negli anni seguenti alla firma da parte di Arafat degli Accordi di Oslo del 1993, cui il FLP si oppose, Abū ʿAbbās accettò l'abbandono del terrorismo, e riconobbe il diritto all'esistenza di Israele. Il movimento mantenne degli uffici di rappresentanza all'interno dei territori palestinesi, in Libano ed in Iraq, nonostante il livello di attività stesse scemando, come anche la sua popolarità all'interno della Striscia di Gaza e della Cisgiordania. Diversamente, i legami principali del FLP erano nei campi profughi libanesi, dove è stato riferito che si sia coordinato con Fatah contro numerose fazioni filo-siriane.
Nel novembre 2001, quindici membri di una cellula affiliata al FLP vennero arrestati dalle autorità israeliane nel quadro della repressione della seconda Intifada, portando alla luce il fatto che alcuni di essi erano stati istruiti alle tecniche del terrorismo in Iraq. La cellula di cui facevano parte aveva pianificato attacchi a Gerusalemme, Tel Aviv, ed all'aeroporto Ben Gurion, mentre ne aveva portati a termine alcuni altri.
Durante l'invasione dell'Iraq nel 2003, Abū ʿAbbās venne catturato nel mese di aprile dalle forze statunitensi, morendo quasi due anni più tardi (il 9 marzo 2004) per cause naturali, secondo quanto riferito, mentre era ancora sotto la custodia americana.
Nel gennaio 2006 il Fronte per la Liberazione della Palestina prese parte alle elezioni per il Consiglio legislativo palestinese, cercando di valorizzare la figura del "martire" Abū ʿAbbās, ottenendo solo lo 0,3% e non riuscendo quindi a conquistare alcun seggio.